# 게토테크
게토테크(Ghettotech)는 미국 디트로이트와 시카고에서 생겨난 전자 음악 장르 중 하나이다. 시카고 클럽 음악 또는 디트로이트 클럽 음악으로도 불린다.